# Bernd Rommel
Bernd Rommel (* 17. November 1949) ist ein deutscher ehemaliger Fußballspieler. Für die Betriebssportgemeinschaft BSG Glückauf Sondershausen spielte er in den 1980er Jahren in der zweitklassigen DDR-Liga.

## Sportliche Laufbahn
In den 1970er Jahren gehörte Bernd Rommel zum Aufgebot der BSG Glückauf Bleicherode, mit der er 1972 aus der drittklassigen Bezirksliga abstieg, aber umgehend wieder aufstieg und danach bis 1975 wieder in der Bezirksliga aktiv war. 
Zur Saison 1975/76 wechselte Rommel zur BSG Glückauf Sondershausen, die ebenfalls in der Bezirksliga vertreten war. 1980 verhalf Rommel als Torschützenkönig der Bezirksliga mit 23 Treffern seiner Mannschaft zum Aufstieg in die DDR-Liga. In den folgenden fünf Liga-Spielzeiten war Rommel stets Stammspieler und wurde zunächst als Stürmer eingesetzt. Von der Saison 1982/83 an wurde er in die Abwehr beordert. Bis 1984 war er stets als Torschütze erfolgreich und kam insgesamt auf sieben Treffer. Nach 104 DDR-Liga-Einsätzen wurde Rommel für die Saison 1985/86 in die 2. Mannschaft versetzt, die in der Bezirksliga spielte. Eine Rückkehr in den oberen Ligenbereich gab es für ihn nicht mehr.